# HNA Group

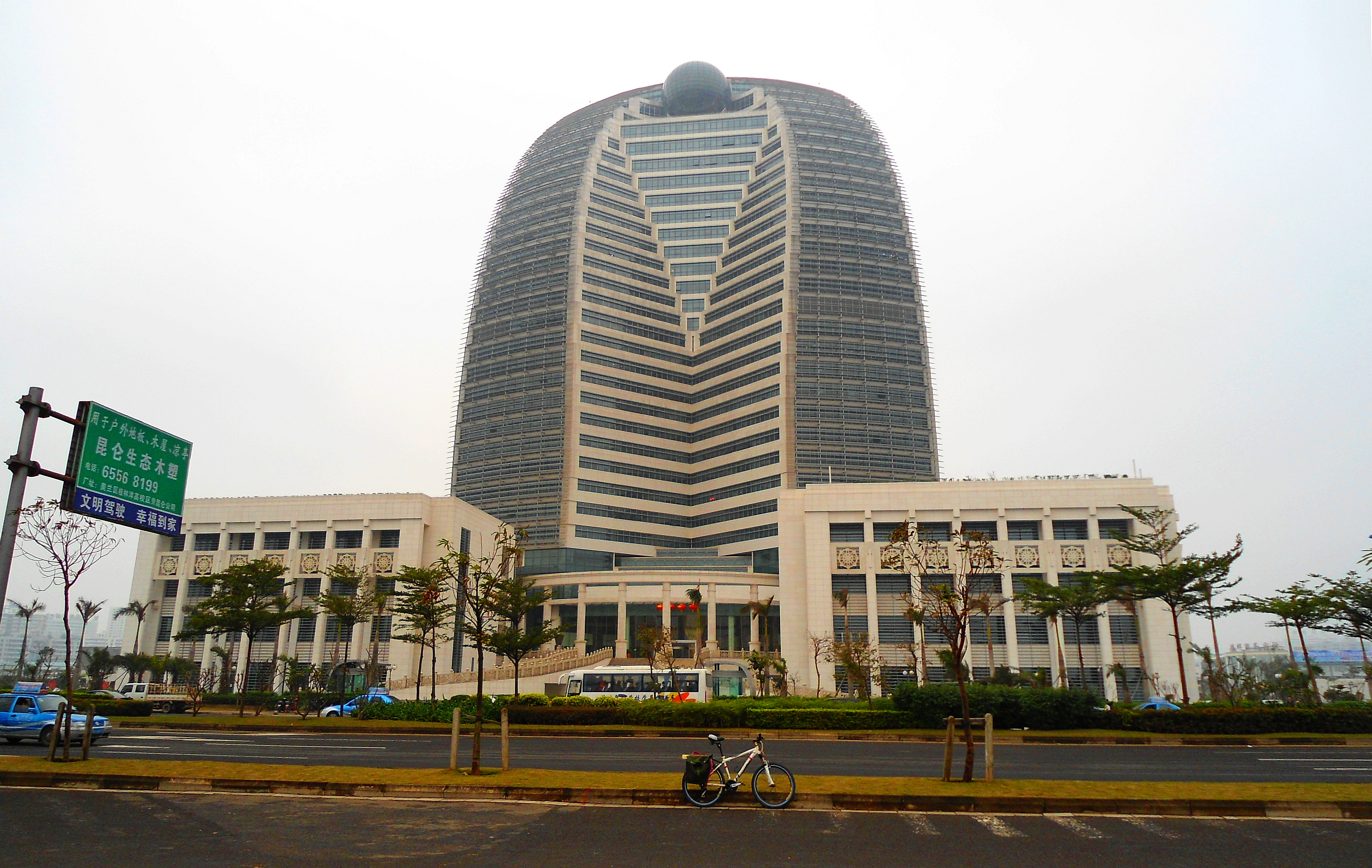
Штаб-квартира конгломерата в Хайкоу (Хайнань)

HNA Group Co., Ltd. — китайский конгломерат со штаб-квартирой в Хайкоу (административный центр провинции Хайнань). Основан в 2000 году, его основой была авиакомпания Hainan Airlines — четвёртый по размеру флота китайский коммерческий авиаперевозчик и крупнейшая в Китае частная авиакомпания. В 2021 году была начата процедура его банкротства.

## История
В 1993 году бизнесмен Чэнь Фэн организовал в Хайнане первую частную авиакомпанию Hainan Airlines. После её реструктуризации Фэн основал в январе 2000 года управляющую компанию HNA Group, Co., Ltd.. В том же году Администрация гражданской авиации Китайской Народной Республики согласовала образование трёх основных авиационных холдингов с государственным участием на рынке коммерческих перевозок Китая, поэтому для повышения своего уровня конкурентоспособности управляющая компания HNA Group занялась приобретением других, более мелких перевозчиков — China Xinhua Airlines, Chang An Airlines и Shanxi Airlines.
С 2000 года группа значительно расширила круг интересов, инвестируя в различные сферы такие, как туризм, логистика, страхование, финансовые услуги, как на внутреннем рынке Китая, так и на международных рынках. HNA Group стала совладельцем ряда авиакомпаний, испанской сети отелей NH Hotel Group, китайского подразделения Uber, офисных зданий и гостиницы в Нью-Йорке. В планах HNA Group было войти к 2030 году в список пятидесяти крупнейших компаний мира.
16 февраля 2016 года дочерняя компания Tianjin Tianhai конгломерата объявила о приобретении крупнейшего международного IT-дистрибьютора Ingram Micro (штаб-квартира в Калифорнии) за 6,3 миллиарда долларов США. В 2017 году группа заняла 170-е место в списке крупнейших компаний мира Fortune Global 500
В 2017 году правительство КНР начало ограничивать доступ частным китайским компаниям к кредитам в государственных банках. Долг HNA Group в этом году достиг 94 млрд долларов, его обслуживание обходилось 5 млрд долларов за год. Началась распродажа активов, но это не помогло. 29 января 2021 года, не достигнув соглашения с кредиторами, группа объявила о своём банкротстве. Основа группы, HNA Aviation, была куплена другим китайским конгломератом, Fangda Group.

## Структура и собственность
HNA Group состояла из пяти главных подразделений: HNA Aviation, HNA Holdings, HNA Capital, HNA Tourism и HNA Logistics.

### HNA Aviation

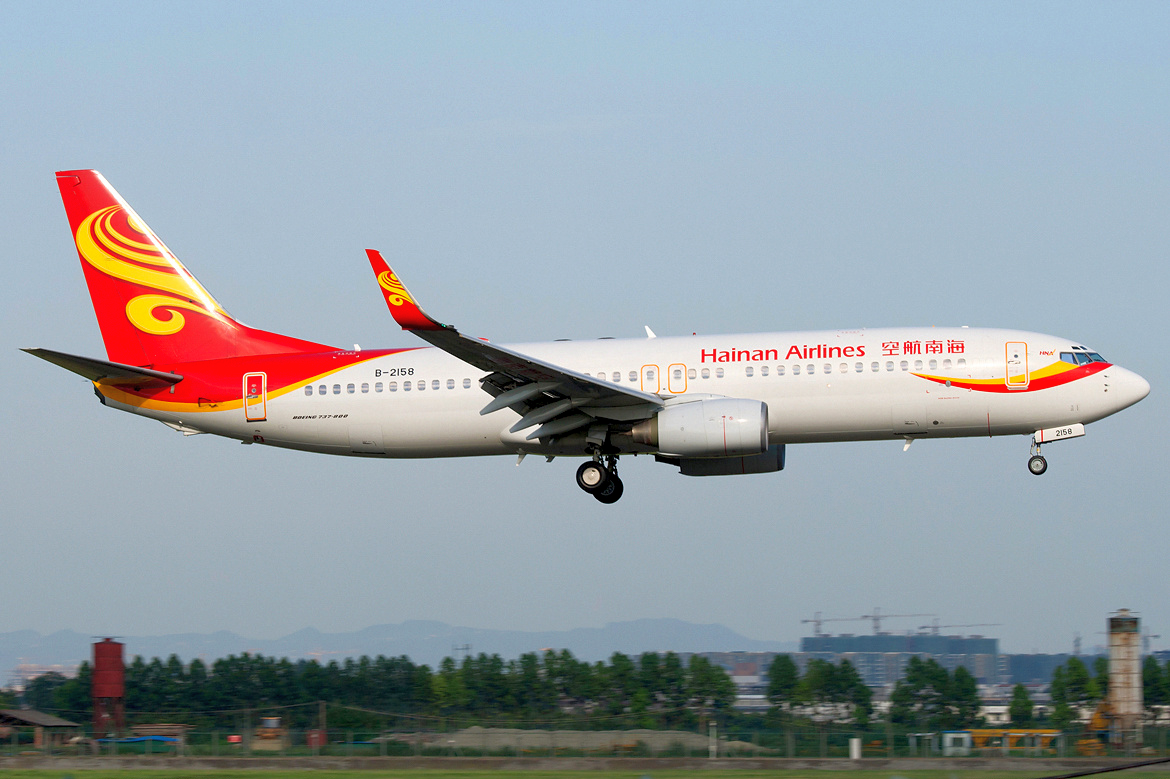

Компании HNA Aviation полностью или частично принадлежат следующие китайские авиакомпании:
- Beijing Capital Airlines
- Chang An Airlines
- Fuzhou Airlines
- Grand China Air
- GX Airlines
- Hainan Airlines
- HK Express
- Hong Kong Airlines
- Lucky Air
- Тяньцзиньские авиалинии
- Urumqi Air
- West Air
- Yangtze River Express

Кроме того, управляющая компания имеет доли собственности в следующих иностранных авиакомпаниях:
- Africa World Airlines
- Aigle Azur (48 %)[16]
- Azul Brazilian Airlines (23,7 %)[17]
- Comair (6,2 %)[18]
- MyCargo Airlines[19]

18 января 2016 года HNA Aviation объявила о создании первого в мире альянса бюджетных авиакомпаний U-FLY Alliance. На момент создания альянс образуют четыре аффилированных с конгломератом лоу-костера (HK Express, Lucky Air, Urumqi Air и West Air), однако в это объединение потенциально может вступить любой бюджетный перевозчик.

### Остальные
Деятельность HNA Holdings сосредоточена на инвестициях в недвижимость и розничной торговле. Дочернее подразделение HNA Airport Group компании обслуживает 16 аэропортов в Китае, включая международный аэропорт Мэйлань Хайкоу, международный аэропорт Санья Фэнхуан, аэропорт Вэйфан, аэропорт Дунъин Шэнли, аэропорт Ичан Санься и аэропорт Аньцин Тяньчжушань.
HNA Capital работает в области финансовых услуг и банковских инвестиций. Подразделение управляет более чем тридцатью компаниями по всему миру.
HNA Tourism занимается проектами в сфере туристической индустрии. Дочерняя группа HNA Hospitality Group управляет несколькими курортными зонами, бизнес-отелями, бутик-отелями и крупнейшей в стране гостиничной сетью «Tangla», общее количество номеров которой превышает 30 тысяч.
HNA Logistics работает в области судостроения, морских и авиационных грузоперевозок, а также в других сферах логистики.